# Tomb Raider: The Lost Artifact
Tomb Raider III: The Lost Artefact er et computerspil udviklet af Core Design og udgivet af Eidos Interactive. Det blev udgivet i 2000, eksklusivt til PC. The Lost Artefact er en udvidelse til Tomb Raider III, og indeholder derfor kun 6 baner + en træningsbane i Laras hjem, som også var med i Tomb Raider III. 

## Historie
The Lost Artefact starter præcis hvor Tomb Raider III slutter. Lara får nys om at Dr. Willard, som hun lige har besejret i en noget muteret monsterudgave, har en femte artefact, som han holder gemt på sit slot i Skotland. Lara drager derfor til hans ældgamle slot, hvor der er fyldt med fælder, vagter og mystiske hunde, der kommer til live fra deres statueform, for at angribe Lara. Hun finder ud af, at "The Hand of Rathmore" er blevet stjålet fra den sikkerhedsboks den var opbevaret i, og at der fra dens tidligere observering, flyder med noget livsfarligt radioaktivt væske. Lara finder ud af, at der også er fundet spor af væsken i udgravningen på Shakespeare's Cliff, hvor tunnellen mellem England og Frankrig er bygget. Derfor tager hun på opdagelse i de dybe tunnelsystemer, og finder dybt nede i havet, et laboratorie hvor der med "The Hand of Rathmore"s kræfter, laves forsøg på mennesker og dyr. Lara får fat i artefacten, og beslutter sig for at finde gerningsmanden. Jagten tager hende gennem en zoologisk have i Frankrig, og ned i dybe franske grotter, hvor hun endelig mødes med gerningskvinden – Sophia Leigh, som også var med i Tomb Raider III. Lara tager kampen op mod Sophia, og ender med at forlade stedet med både livet i behold og artefacten intakt, i en luftballon styret af hendes butler Winston.

## Gameplay
The Lost Artefact er identisk med Tomb Raider III mht. både styring, grafik og engine. Til gengæld er Lost Artefact rost for at have langt mere interessante secrets, end dem i Tomb Raider III. I Lost Artefact er mange af de secrets der er skjult, små enestående eventyr i sig selv. Derudover er spillet også rost for at have kælet ekstra meget for detaljer, i form af objekter i de individuelle baner, og i flotte baggrunde. F.eks. har spillets første bane i Skotland, en gæsteoptræden af Loch Ness Uhyret, som flere gange kan ses svømme forbi i baggrunden.